# Vassacyon
Vassacyon is een geslacht van uitgestorven roofdieren uit de familie Miacidae. Het dier leefde in het Laat-Paleoceen en Vroeg-Eoceen in Noord-Amerika en Europa. Het was een landbewonende carnivoor of omnivoor.

## Voorkomen
Vassacyon ontwikkelde zich in het Laat-Paleoceen met V. prieuri, bekend van fossiele vondsten in Frankrijk, als oudst bekende soort. In Frankrijk  zijn verder fossielen van Vassacyon gevonden in de Soissonnais-formatie uit het Eoceen in het bekken van Parijs. Vassacyon verscheen aan het begin van het Wasatchian in de centrale delen van de Verenigde Staten met fossiele vondsten in de Clark's Fork- en Bighorn-bekkens in Wyoming. Deze miacide is ook bekend uit de Tuscahoma-formatie in Mississippi.

## Kenmerken
Het gewicht van V. prieuri wordt geschat op 790 gram.

## Verwantschap
Vassacyon behoort samen met onder meer Dormaalocyon, Uintacyon en Vulpavus tot de basale miaciden.